# Bahnhof Ōtsuki
Der Bahnhof Ōtsuki (jap. 大月駅, Ōtsuki-eki) ist ein Bahnhof auf der japanischen Insel Honshū, der gemeinsam von den Bahngesellschaften JR East und Fuji Kyūkō betrieben wird. Er befindet sich in der Präfektur Yamanashi auf dem Gebiet der Stadt Ōtsuki.

## Verbindungen
Ōtsuki ist ein Trennungsbahnhof an der Chūō-Hauptlinie, einer der wichtigsten Bahnstrecken Japans, die von Tokio durch das Bergland der Japanischen Alpen nach Nagoya führt. Hier zweigt die Fujikyūkō-Linie in Richtung Fujiyoshida und Fujikawaguchiko am Fuße des Vulkans Fuji ab. Im Fernverkehr bietet JR East auf der Chūō-Hauptlinie den Schnellzug Azusa an, der im Stundentakt von Shinjuku über Kōfu, Okaya und Shiojiri nach Matsumoto fährt. Im Nahverkehr gibt es einen angenäherten 60-Minuten-Takt von Kōfu über Ōtsuki nach Takao, wobei mehrere Zugläufe bis nach Shinjuku oder von Matsumoto nach Ōtsuki oder Takikawa geführt werden. Hinzu kommen zusätzliche Nahverkehrs- und Eilzüge von Ōtsuki nach Shinjuku, was auf diesem Abschnitt drei bis fünf Züge je Stunde ergibt.
Auf der Fujikyūkō-Linie der Bahngesellschaft Fuji Kyūkō fahren Nahverkehrszüge zu den Bahnhöfen Fujisan und Kawaguchiko tagsüber ungefähr alle 30 Minuten. Während der Hauptverkehrszeit wird der Takt auf etwa 20 Minuten verdichtet, am späten Abend gilt ein angenäherter Stundentakt. Mehrmals täglich gibt es umsteigefreie Zugverbindungen zwischen Kawaguchiko und Shinjuku oder Tokio (darunter den Schnellzug Fuji Excursion); hinzu kommen Ausflugszüge. Auf dem Bahnhofsvorplatz befinden sich mehrere Bushaltestellen, die von einem Dutzend Linien der Gesellschaft Fujikyū Bus bedient werden.

## Anlage
Der Bahnhof steht im Zentrum von Ōtsuki nahe der Mündung des Flusses Sasago in den Katsura, in der Umgebung befinden sich verschiedene Geschäfte und öffentliche Einrichtungen. Die ebenerdige und von Nordosten nach Südwesten ausgerichtete Anlage besteht aus zwei Teilen. Der Durchgangsbahnhof an der Chūō-Hauptlinie umfasst drei Gleise an einem Mittelbahnsteig und einem Hausbahnsteig, die beide überdacht und mittels einer überdachten Fußgängerbrücke mit dem Empfangsgebäude von JR East an der Südseite verbunden sind. Dieses eingeschossige Bauwerk besteht aus Holz und ist einem Blockhaus nachempfunden. An dessen Südwestseite angebaut ist der Kopfbahnhof von Fuji Kyūkō mit zwei stumpf endenden Gleisen. Diese liegen an zwei Seitenbahnsteigen, die beidseits eines zweiten, sich verbreiternden Empfangsgebäudes liegen. Die offene Fläche zwischen der Chūō-Hauptlinie und der Fujikyūkō-Linie diente einst als Abstellanlage für Güterzüge, heute befindet sich dort ein Parkplatz. An der Nordseite der Chūō-Hauptlinie liegen drei zusätzliche Abstellgleise.
Im Fiskaljahr 2019 nutzten durchschnittlich 8292 Fahrgäste täglich den Bahnhof. Davon entfielen 5158 auf JR East und 3134 auf Fuji Kyūkō.

## Bilder

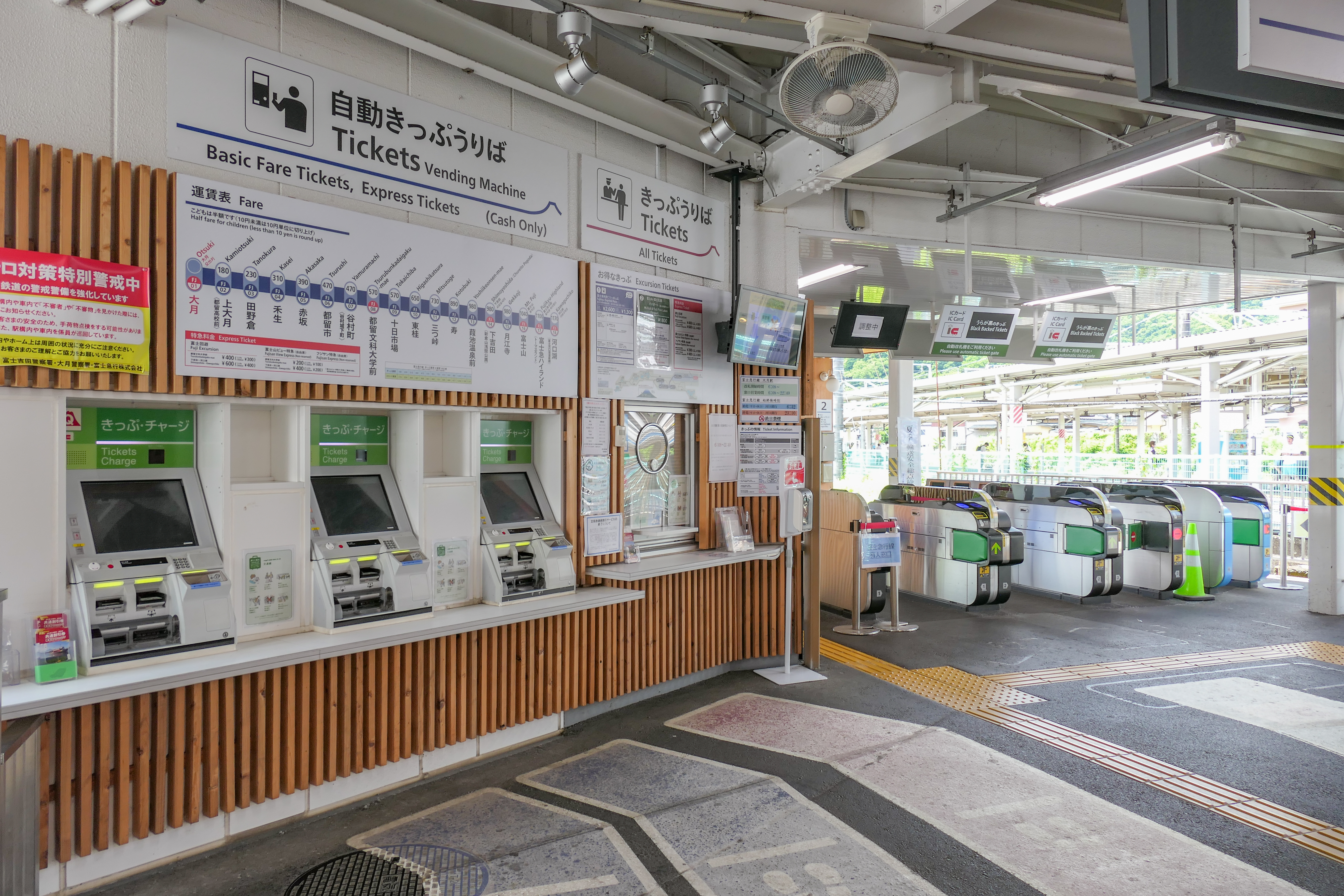
Bahnsteigsperren und Automaten (JR East)
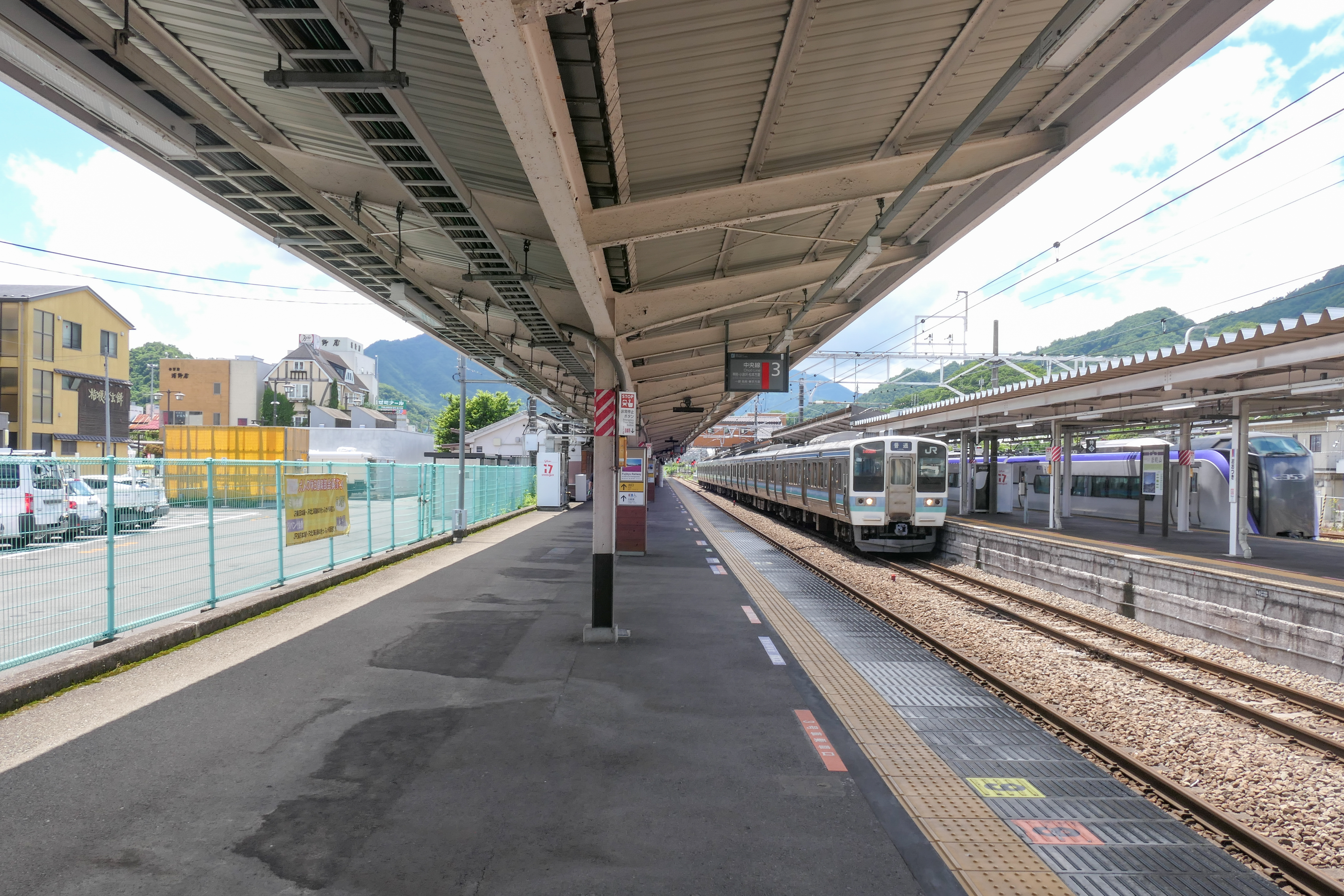
Bahnsteig der Chūō-Hauptlinie
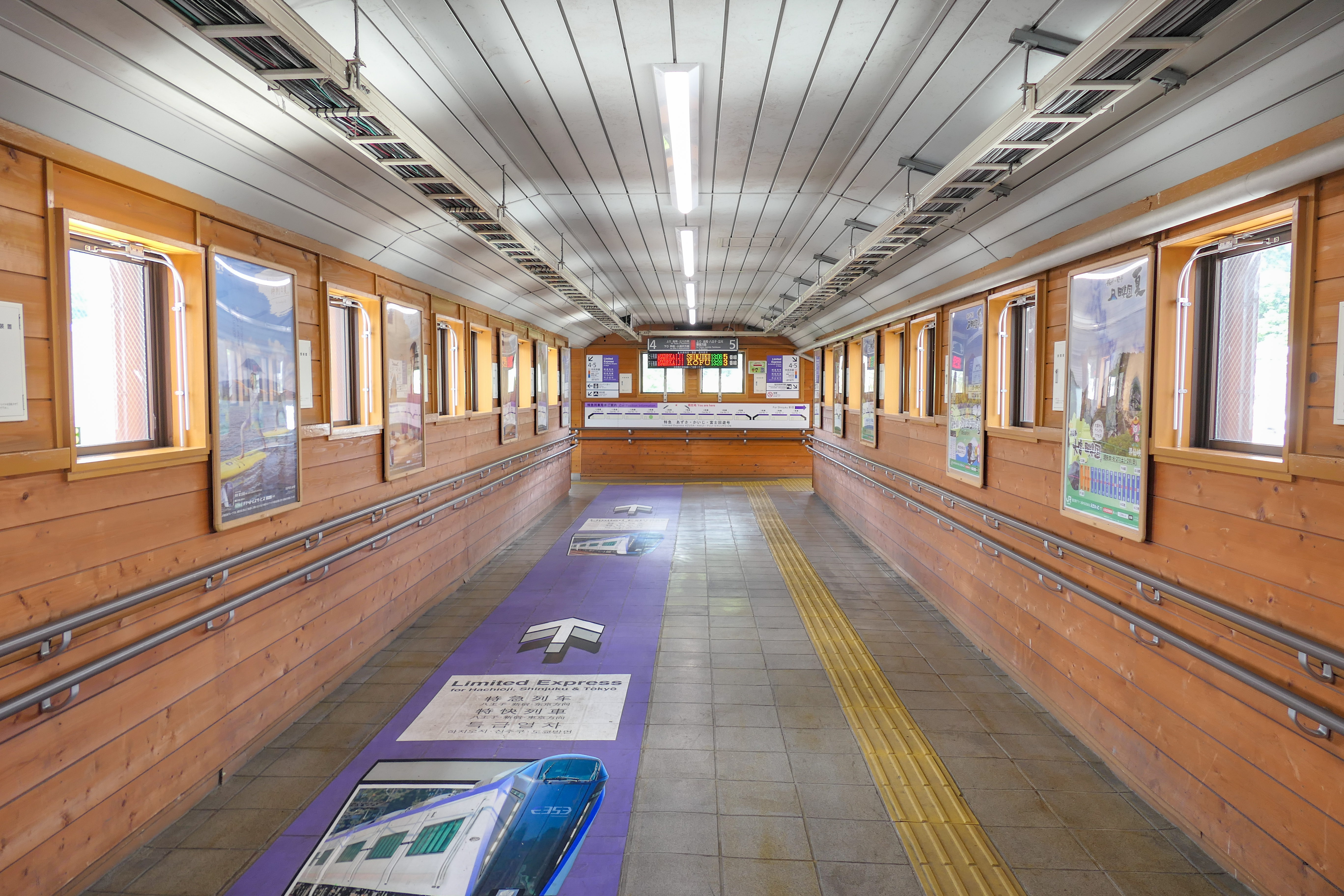
Innenansicht der Fußgängerbrücke
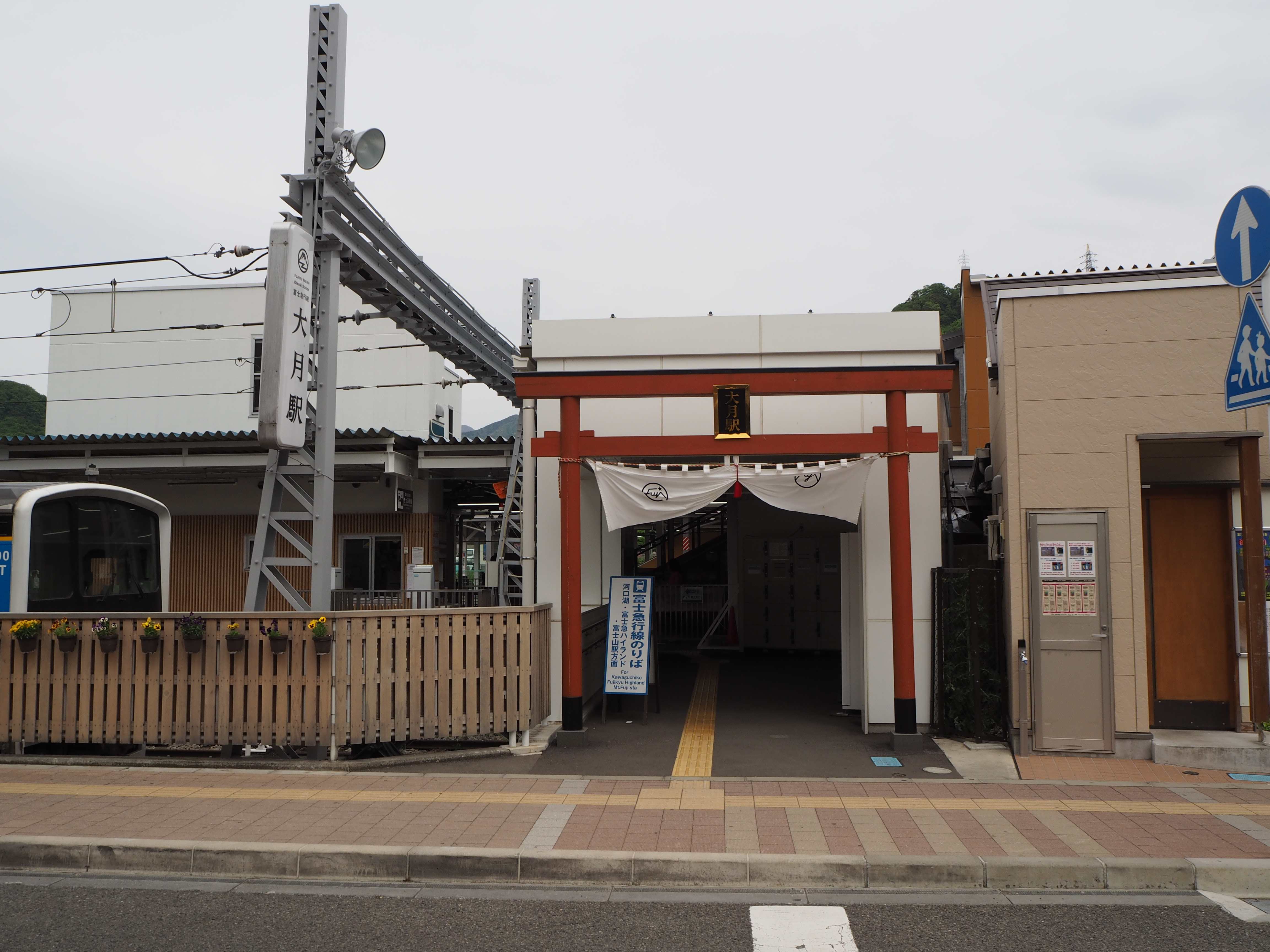
Empfangsgebäude der Fujikyūkō-Linie
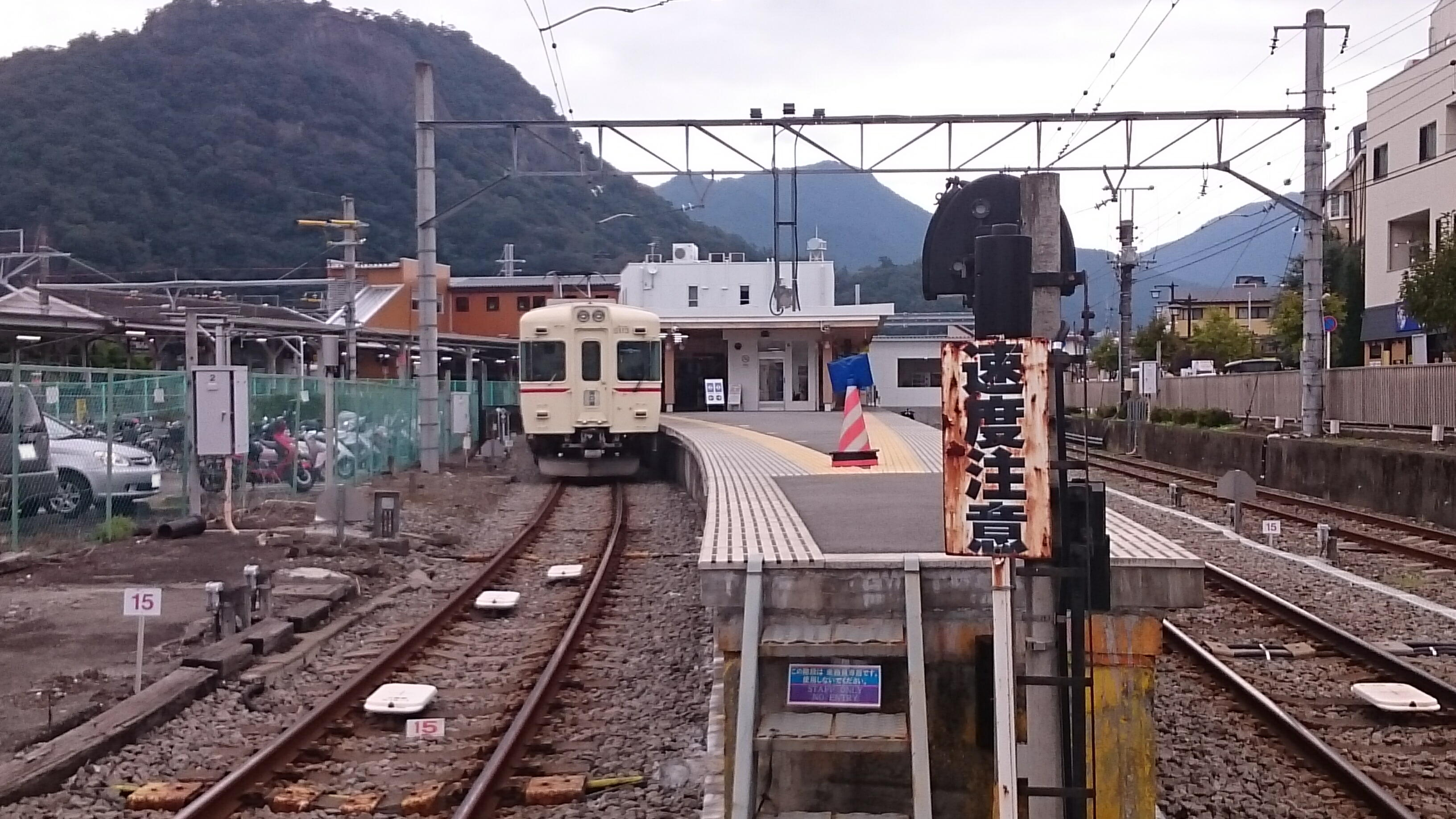
Bahnsteig der Fujikyūkō-Linie

## Gleise
| 1/2 | ▉ Fujikyūkō-Linie | Fujisan • Kawaguchiko                             |
| 3   | ▉ Chūō-Hauptlinie | Kōfu • Kobuchizawa • Okaya • Shiojiri • Matsumoto |
| 4   | ▉ Chūō-Hauptlinie | Direktverbindungen von und zur Fujikyūkō-Linie    |
| 5   | ▉ Chūō-Hauptlinie | Takao • Hachiōji • Tachikawa • Shinjuku • Tokio   |

## Linien
| Verlauf der Chūō-Hauptlinie |
| --- |
| Takao • Sagamiko • Fujino • Uenohara • Shiotsu • Yanagawa • Torisawa • Saruhashi • Ōtsuki • Hatsukari • Sasago • Kai-Yamato • Katsunuma-budōkyō • Enzan • Higashi-Yamanashi • Yamanashishi • Kasugaichō • Isawa-Onsen • Sakaori • Kōfu • Ryūō • Shiozaki • Nirasaki • Shimpu • Anayama • Hinoharu • Nagasaka • Kobuchizawa • Shinano-Sakai • Fujimi • Suzurannosato • Aoyagi • Chino • Kami-Suwa • Shimo-Suwa • Okaya • Midoriko • Shiojiri • Seba • Hideshio • Niekawa • Kiso-Hirasawa • Narai • Yabuhara • Miyanokoshi • Harano • Kiso-Fukushima • Agematsu • Kuramoto • Suhara • Ōkuwa • Nojiri • Jūnikane • Nagiso • Tadachi • Sakashita • Ochiaigawa • Nakatsugawa • Mino-Sakamoto • Ena • Takenami • Kamado • Mizunami • Tokishi • Tajimi • Kokokei • Jōkōji • Kōzōji • Jinryō • Kasugai • Kachigawa • Shin-Moriyama • Ōzone • Chikusa • Tsurumai • Kanayama • Nagoya Tatsuno-Zweigstrecke: Okaya • Kawagishi • Tatsuno • Shinano-Kawashima • Ono • Shiojiri |

## Geschichte

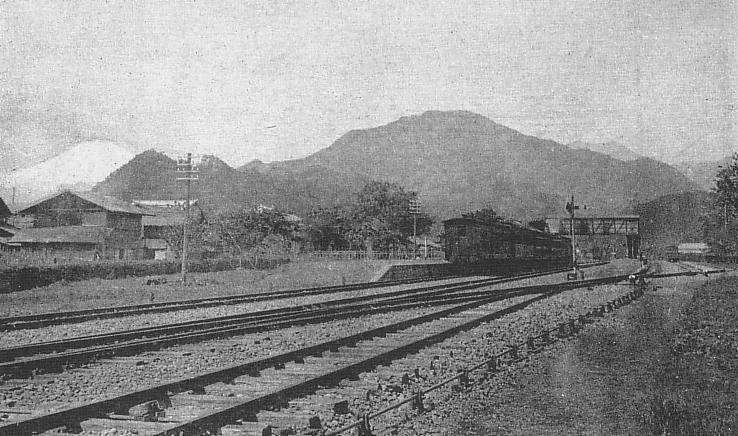
Ansicht des Bahnhofs (ca. 1920)

Die staatliche Eisenbahnverwaltung (das spätere Eisenbahnministerium) eröffnete den Bahnhof am 1. Oktober 1902, zusammen mit dem von Torisawa bis hierher führenden Abschnitt der Chūō-Hauptlinie. Vier Monate lang war Ōtsuki die Endstation, bis zur Inbetriebnahme des daran anschließenden Teilstücks nach Kai-Yamato am 1. Februar 1903. Ab 1903 führte eine Pferdebahn in Richtung Fujiyoshida (1921 elektrifiziert). Doch die Straßenbahn erwies sich mit der Zeit als unzureichend, um die stetig wachsenden Touristenströme zu den Fünf Fuji-Seen zu bewältigen. Die 1926 gegründete Bahngesellschaft Fujisanroku Denki Tetsudō, die Vorgängerin der heutigen Fuji Kyūkō, ersetzte sie durch eine vollwertige kapspurige Bahnstrecke und nahm sie am 19. Juli 1929 zwischen den Bahnhöfen Ōtsuki und Fujiyoshida (heute Fujisan) in Betrieb.
Aus Rationalisierungsgründen stellte die Japanische Staatsbahn am 1. Februar 1984 den Güterumschlag ein. Im Rahmen der Staatsbahnprivatisierung ging der staatliche Teil des Bahnhofs am 1. April 1987 in den Besitz der neuen Gesellschaft JR East über. Am Abend des 12. Oktober 1997 stieß ein in Richtung Shinjuku fahrender Azusa-Schnellzug mit einem Triebwagen zusammen, der ins Depot unterwegs war. Zwei Schnellzugwagen entgleisten und ein weiterer kippte um; dabei erlitten 78 Personen zum Teil schwere Verletzungen. 2007 plante die Stadt den Bau eines Reiterbahnhofs, einer durchgehenden Fußgängerbrücke von der Nord- zur Südseite und eines neuen Nordausgangs sowie die Erweiterung des Südausgangs. Nach einer Überprüfung der Prioritäten gab sie das Projekt aus finanziellen Gründen jedoch auf. Umgesetzt werden konnte nur die Umgestaltung des Bahnhofsvorplatzes, die im Juni 2012 abgeschlossen war.